# Enric Sauret i Gastó
Enric Sauret i Gastó (Àger, 26 de novembre del 1919 - 4 de novembre del 2020) va ser un músic i compositor català, balaguerí d'adopció, i força conegut a la Terra Ferma.

## Biografia
El seu pare s'establí a Balaguer i, cantant i guitarrista del conjunt claverià "L'As de Bastos", volgué que l'Enric, com els seus germans, estudiés música també. Passada la guerra civil, i fent el soldat a Logronyo, guanyà una plaça de trompa a la banda del seu regiment. Hi estudià harmonia i contrapunt per correspondència fins que, tres anys després, s'incorporà a la guarnició del castell de Lleida, ciutat on fou contrabaixista del "Ritmo Marte". Amb posterioritat tocà a un gran nombre de formacions i sales: als conjunts lleidatans "Caballeros del Jazz", "Maniáticos", "Boite Club", "Real Casino", "Quinteto Azul" i "Joquer's"; va ser trompetista a la "Ràdio Club de Torregrossa"; tocà a "La Lira" i "Rudy Bravo" de Tremp, a la mollerussenca "Sensación"", i a l'"Antoni Juncosa" de les Borges Blanques. Saltà fronteres, tocà a "La Rotonda" d'Andorra i, durant tres anys, a Llemotges i a París. El 1981 va ser membre fundador de la Cobla Terra Ferma, de Lleida.
A Balaguer, el 1941 fundà la Cobla Comtal, i també tocà al conjunt "Palmera" i a "La Rosaleda". Va ser mestre de música, publicà un manual d'ensenyament i formà centenars d'alumnes, tant a la seva ciutat com a Lleida, on ensenyava a l'Escola de Música i Cant del Sícoris Club.
Com a compositor va ser autor de música coral, de ball, i d'una trentena de sardanes; també feu arranjaments per a les corals del Sícoris Club i per a moltes altres formacions musicals. La biblioteca Margarida de Montferrat, de Balaguer, conserva un fons important de partitures d'obres seves.
L'Escola Municipal de Música i la Paeria de Balaguer li van fer un homenatge el desembre del 2019, poc després d'haver travessat la ratlla dels cent anys.

## Obres
- A Santa Cecília, obra per a piano sobre una poesia d'Amèlia Claverol
- Así es Rio, ballable enregistrat[disc 1]
- Bailando Madison (1964)
- Ball de l'Harpia de Balaguer (2013), per a gralla
- Blacky, Negrita, enregistrada[disc 2]
- Días, bolero
- Himne a la Plana d'Urgell, amb lletra de Jaume Vila i Ricart
- Himne de l'exèrcit dels covards, sobre una poesia de Jaume Vila
- Himne del C.F. Torrefarrera, marxa per a piano i veu amb lletra de Jaume Trilla i Lladó
- Himne del Sícoris Club (1983), lletra de Carles Cepero i Salat, orquestració d'Enric Sauret
- Life's Song, ballable enregistrat[disc 1]
- María (1971), surf
- La melga, ballable, enregistrat[disc 3]
- Nadales per a la Coral Infantil del Sícoris Club per encàrrec de l'Agrupació Ilerdenca de Pessebristes, sobre lletres d'autors diversos (Jo, Tonet, 1981; Aritmètica, 1984; Nadala dels Jubilats de Lleida, 1987; Nadala de la Partida de Grenyana, 1989; L'ilerget de fang, 1991; i Cançó d'un altre Nadal, 2005)[6]
- Navideña, vals, amb lletra de Lluís Profitós
- El primer nieto
- Pregària, amb lletra de Lluís Profitós[5]

### Sardanes
- A les campanes de Tremp, enregistrada[disc 4]
- Al redós de l'horta
- L'amic Sebastià Gràcia (1980), dedicada a l'activista cultural
- Lo Baltasar de Vilanova
- Bellvís (1988)
- El campanar de Lleida (1992), per a cor mixt sobre un poema de Magí Morera, finalista del concurs Cantem Sardanes, enregistrada[disc 5]
- El cavallet de cartró
- Els Claverol i els Montoliu
- La crida de Balaguer, enregistrada[disc 6]
- Davant l'ermita
- Dolça anella d'ahir i d'avui
- La dolça Pepi (2007)
- L'Ester i la Maite
- L'Esteve Coromines, dedicada al tenora de la cobla "La Principal de Lleida"
- La Filosa
- Garriguenca, enregistrada[disc 7]
- Llaneta
- La Maria (2005)
- La meva vall
- Muntanyes maleïdes, inspirada en el llibre homònim de Pep Coll
- La Neus al campanar
- Nostra lira, enregistrada[disc 4]
- El pregó de Balaguer
- La processó dels fanalets, per a cor mixt
- Pubilleta cerverina (1994)
- Record
- Recordo la Maria
- Remembrança
- Retrobament a Puigverd de Lleida (1988), enregistrada[disc 8]
- Sant Alís (1990)
- Sant Feliu
- La tartana, sardana obligada de tenora
- Torregrossa 1960-2010 (2010)
- Tous
- Tres turons
- Un lleidatà al Pilar, per a cor mixt[7]

### Llibre
- Pregunta i resposta. Elements principals per entendre i escriure música.  Lleida: Centre d'Estudis Comarcals de la Vall d'Àger, 1986.[Enllaç no actiu]

### Enregistraments
1. 1 2   Sólo con tu amor.  Madrid: Audio & Video, 1974. ref. Boa B-1010, EP.
2. ↑  Los Goya. Cow Girl / Blacky.  Barcelona: Artyphon, 1973. ref. S-PR 129, EP.
3. ↑  Grup Elipse. Música para bailar, 4.  Barcelona: Barnafon, 1977. ref. BN-LP 471.
4. 1 2  Cobla Jovenívola d'Agramunt. Les sardanes de Tremp.  Barcelona: Àudiovisuals de Sarrià, 2014. ref. AVS 5.2396, CD.[Enllaç no actiu]
5. ↑  Cobla Els Montgrins. I Certamen Cantem Sardanes.  Girona: OAR, 1992. ref. OAR 4; presentacions en disc LP i casset.[Enllaç no actiu]
Grup Boira. Des del campanar de Lleida. Havaneres i cançons.  Lleida: Satchmo Records, 1999. ref. SR-CD-00002, CD.[Enllaç no actiu]
6. ↑  Cobla Comtal i Orfeó Balaguerí. Sardanes balaguerines. LP.  Barcelona: Artyphon, 1980. ref. LP-PR 213.[Enllaç no actiu]
7. ↑  Cobla Ciutat de Girona. Les Borges Blanques, Ciutat Pubilla de la Sardana 1980.  Barcelona: Iberia, 1980. ref. BN-5; casset.[Enllaç no actiu]
8. ↑  Cobla Juvenil de Bellpuig. La sardana 40 anys.  Lleida: Rec Records, 2001. CD doble.